# Фахд ибн Султан Аль Сауд
Фахд ибн Султан Аль Сауд (араб. فهد بن سلطان آل سعود‎; род. 20 октября 1950, Эр-Рияд) — саудовский принц, член дома Аль Сауд и губернатор провинции Табук.

## Биография

### Ранняя биография и образование
Фахд ибн Султан Аль Сауд родился в столице королевства 20 октября 1950 года и был один из старших сыновей принца Султана. Его полнородные братья: Халид (род. 1949), Фейсал (род. 1951) и Турки (1959—2012). Их мать Мунира бинт Абдулазиз бин Мусаид Аль Джилуви (ум. 2011) скончалась в Париже в возрасте 80 лет.
Окончил Университет короля Сауда и получил степень магистра в США.

### Ранняя карьера
Фахд ибн Султан начал работу в министерстве труда и социальных дел. Был в должности директора по исследованиям с 1969 по 1970 годы. В 1970 назначил генерального директора в том министерстве, а с 1977 года был заместителем министра в том же министерстве. Позднее стал заместителем по спорту и благосостоянию.

### Деятельность губернатора
С июля 1987 года Фахд ибн Султан стал губернатором провинции Табук, сменив дядю Мамдуха.
В 2002 году в провинции провели линию электропередач, он оплатил счета за электричество за 3 года. В 2003 году в Табуке начал основывать колледж, названный его именем который был открыт его отцом, а король Абдалла утвердил его как университет в 2011 году.
В городе Табук была открыта частная больница, названная его именем. Больница оснащена современной техникой.

### Семья
Его сын, принц Фейсал — заместитель губернатора Хаиля.